# Julia (komiks)
Julia. Przygody kryminolożki (tytuł oryginału: Julia – Le avventure di una criminologa) – włoska seria komiksowa stworzona przez Giancarla Berardiego, publikowana od 1998 przez wydawnictwo Sergio Bonelli Editore. Po polsku wybrane tomy serii ukazują się od 2020 nakładem wydawnictwa Tore.

## Powstanie serii
Julia powstała na zamówienie Sergio Bonelli Editore, które chciało mieć w swoim portfolio czysto detektywistyczną serię. Berardi, jej pomysłodawca, uczęszczał na zajęcia z kryminologii w Istituto di Medicina Legale (Instytucie Medycyny Prawnej) w Genui, aby zgromadzić odpowiednią wiedzę do napisania scenariusza. Czytał także różne teksty z zakresu psychologii, socjologii, psychiatrii, kryminologii, balistyki, a także powieści kryminalne, filmy fabularne i dokumentalne. 
Postać Julii Kendall jest fizycznie inspirowana Audrey Hepburn, jedną z ulubionych aktorek Berardiego. Główna bohaterka – zwyczajna, łatwo rozpoznawalna kobieta – zdobyła dużą popularność wśród czytelniczek, co było niezwykłe jak na komiks kryminalny.
Julia ukazuje się we Włoszech jako miesięcznik, a jej tomy mają po 128 stron (zamiast standardowych 96 stron komiksów wydawanych przez Sergio Bonelli). Berardi uzasadnił to stwierdzeniem, że większa liczba stron jest lepsza dla rozwijania postaci i kontrolowania tempa narracji. Pierwszy tom, zatytułowany Gli occhi del abisso (pol. Oczy otchłani), miał premierę październiku 1998. Dotychczas ukazało się ponad 270 tomów, nie licząc częstych wydań specjalnych.

## Fabuła
Seria opowiada o Julii Kendall, młodej kryminolożce z fikcyjnego Garden City w amerykańskim stanie New Jersey. Pracuje ona jako profesor na Hollyhock University i jako niezależna konsultantka lokalnej policji, pomagając rozwiązywać przestępstwa. Sprawy, którymi zajmuje się Julia, stawiają ją w skrajnie niebezpiecznych sytuacjach, gdyż jej umiejętności psychologiczne i kontakty z policją naprowadzają ją na trop seryjnych morderców i innych bezwzględnych przestępców. Wraz z nią w śledztwach biorą udział: porucznik Alan Webb, z którym łączy ją więź oparta na jednoczesnej sympatii i niechęci, przyjazny sierżant „Big” Ben Irving oraz jej przyjaciel i prywatny detektyw Leo Baxter. 
Charakterystyczna dla serii jest pierwszoosobowa narracja, zastosowana poprzez wykorzystanie pamiętnika Julii, w którym bohaterka zapisuje swoje przemyślenia i wrażenia na temat śledztw. W niektórych tomach narratorami są inne postacie.

## Tomy wydane po polsku
W kolumnie "Tom" podano numery tomów w oryginalnym wydaniu włoskim.
| Tom                                       | Wydanie polskie               | Wydanie oryginalne            | Scenariusz        | Rysunki                                  |
| cykl Julia. Z archiwum spraw kryminalnych |                               |                               |                   |                                          |
| 1                                         | Oczy otchłani (2020)          | Gli occhi del abisso (1998)   | Giancarlo Berardi | Luca Vannini                             |
| 2                                         | Obiekt miłości (2021)         | Oggetto d'amore (1998)        | Giancarlo Berardi | Corrado Roi                              |
| 3                                         | W umyśle potwora (2021)       | Nella mente del mostro (1998) | Giancarlo Berardi | Gustavo Trigo, Marco Soldi, Luca Vannini |
| 39                                        | Witaj ponownie, Myrno! (2022) | Bentornata, Myrna! (2001)     | Giancarlo Berardi | Laura Zuccheri                           |
| 6                                         | Gdzie jest Jerry? (2024)      | Jerry è sparito (1999)        | Giancarlo Berardi | Marco Soldi                              |
| cykl Julia. Przygody kryminolożki         |                               |                               |                   |                                          |
| 96                                        | Walizka pełna śniegu (2021)   | Una valigia di neve (2006)    | Giancarlo Berardi | Giancarlo Berardi, Maurizio Mantero      |
| 108                                       | Żywa lub martwa (2022)        | Viva o morta (2007)           | Giancarlo Berardi | Antonio Marinetti                        |
| 11                                        | Wieczne odpoczywanie (2023)   | L'eterno riposo (1999)        | Giancarlo Berardi | Sergio Toppi                             |
| 30                                        | W krainie Alicji (2025)       | Nel paese di Alice (2001)     | Giancarlo Berardi | Giorgio Trevisan                         |